# Формиджине
Формѝджине (на италиански: Formigine, на местен диалект Furméżen, Фурмедзен) е град и община в северна Италия, провинция Модена, регион Емилия-Романя. Разположен е на 82 m надморска височина. Населението на общината е 33 865 души (към 2010 г.).